# Contratto d'opera
Il contratto d'opera è il contratto con cui una parte si obbliga, verso un corrispettivo, a compiere un'opera o un servizio in favore di un'altra, con lavoro prevalentemente proprio o dei familiari e senza vincolo di subordinazione.
Nell'ordinamento italiano, il contratto d'opera è regolato dagli articoli 2222 e seguenti del codice civile.
Tale tipologia di contratto può prevedere che la conclusione dello stesso avvenga al completamento dell'opera/servizio senza vincolo temporale, oppure può essere a tempo determinato quando è previsto che l'opera o il servizio venga effettuato fino alla scadenza temporale indicata nel contratto stesso.
Nell'ambito delle amministrazioni pubbliche tali contratti rientrano tra i cosiddetti contratti flessibili previsti dall'art. 36 del d.lgs 165 del 2001 per i quali è consentita la sottoscrizione nel rispetto delle condizioni previste dall'art. 7 comma 6 del medesimo testo unico del pubblico impiego che prevede che "per specifiche esigenze, cui non possono far fronte con personale in servizio, le amministrazioni pubbliche possono conferire esclusivamente incarichi individuali, con contratti di lavoro autonomo ad esperti di particolare e comprovata specializzazione". Sempre nell'ambito del pubblico impiego, la cosiddetta "legge Madia" (D.Lgs. 75/2017), al fine di superare fenomeni di precariato, ha previsto la possibilità della stabilizzazione diretta per i soggetti che risultino aver sottoscritto tale tipologia di contratto, o altri contratti flessibili a tempo determinato (circolare Ministero Funzione Pubblica n. 1 del 2018), successivamente al 28 agosto 2015, con una anzianità di servizio di almeno tre anni negli ultimi otto e che siano stati reclutati con procedure concorsuali; in caso di mancato possesso del requisito del reclutamento a seguito di procedure concorsuali, la medesima legge ha comunque previsto la possibilità di partecipare a concorsi riservati nella misura del 50% dei posti disponibili nella pianta organica dell'Amministrazione.

## Le obbligazioni del prestatore d'opera
Il prestatore è tenuto ad eseguire l'opera dedotta in contratto, rispettando le modalità stabilite dal committente e le regole dell'arte.
In caso di mancato rispetto delle indicazioni della committenza, al prestatore d'opera può essere fissato un congruo termine entro cui uniformarsi alle condizioni stabilite in contratto, decorso inutilmente il quale il committente può recedere dal contratto e richiedere il risarcimento dell'eventuale danno.

### Garanzia per vizi e difformità
Qualora l'opera presenti vizi (o difformità rispetto a quanto stabilito contrattualmente) il committente è tenuto a denunciare il fatto al prestatore nel termine di otto giorni dalla scoperta.
Una volta denunciati i vizi o le difformità, il committente ha un anno di tempo (termine di prescrizione) per agire giudizialmente contro il prestatore al fine di richiedere:
- l'eliminazione dei vizi a cura e spese del prestatore, oppure
- la riduzione del prezzo pattuito.

Il committente può inoltre chiedere il risarcimento del danno, se i vizi o le difformità dipendono da una condotta colposa del prestatore.
Il committente può infine richiedere la risoluzione del contratto se l'opera risulta del tutto inadatta all'uso a causa dei vizi o delle difformità.
Non diversamente dall'appalto, l'accettazione dell'opera (anche se tacita) libera il prestatore dalla garanzia per vizi, salvo il caso di vizi non riconoscibili (occulti) o dolosamente occultati.

## L'obbligazione del committente. Il corrispettivo
L'obbligazione del committente consiste nel pagamento del corrispettivo, che di norma è stabilito di comune accordo tra le parti.
Nei casi in cui il prezzo non sia fissato contrattualmente, esso deve essere determinato secondo le tariffe professionali o gli usi. In mancanza, viene stabilito dal giudice in relazione al risultato ottenuto e al lavoro normalmente necessario per ottenerlo.

## Recesso dal contratto
Il committente può, in qualsiasi momento, recedere dal contratto, anche se l'esecuzione è già iniziata, con il solo obbligo di tenere indenne il prestatore delle spese, del lavoro eseguito e dell'eventuale mancato guadagno,
recesso prima dell'inizio dei lavori, senza alcun danno in termine di spesa.

## Differenze rispetto ad altri istituti
Il problema della distinzione si pone soprattutto in rapporto all'appalto e al contratto di lavoro subordinato.
- Rispetto all'appalto, va considerato che nel contratto d'opera è centrale il requisito del ‘'“lavoro prevalentemente proprio”'’. In giurisprudenza, la distinzione si basa in sostanza sulle dimensioni dell'impresa dell'obbligato: se si tratta di impresa con vasta organizzazione di mezzi (‘'in primis'’ le società commerciali) si ha appalto; se l'obbligato (artigiano, professionista) non dispone di una vera e propria organizzazione imprenditoriale, si applica la disciplina del contratto d'opera. L'elemento distintivo dei due contratti è dato quindi dall'intervento dell'attività lavorativa personale dell'esecutore dell'opera espressamente contemplata nella locazione d'opera ed altrettanto esclusa nel contratto d'appalto.
- Rispetto al contratto di lavoro subordinato: la distinzione sta nell'assenza del vincolo di subordinazione e nell'obbligo di realizzare un'opera o un servizio. Nella pratica è tuttavia frequente la dissimulazione di un contratto di lavoro mediante la conclusione di un contratto d'opera.

## In ambito accademico
In ambito accademico il contratto di prestazione d’opera è impiegato per i professori a contratto nelle università italiane. I professori universitari a contratto svolgono le stesse mansioni dei professori associati, ma a titolo quasi gratuito, ovvero remunerati con contratti di prestazione d’opera intellettuale. 